# Hildburghausen
Hildburghausen egy német város, Türingiában.
Lakosainak száma 11 704 fő.

## Fekvése
A Werra folyó völgyében fekszik, 385 m tengerszint feletti magasságban.
A város részei: Az óváros, Birkenfeld, Bürden, Ebenhards, Gerhardtsgereuth, Häselrieth, Leimrieth, Pfersdorf, Wallrabs és Weitersroda.

## Történelem
A város 900 és 1234 között Villa Hilperti néven szerepelt a szövegekben. 1304-ben a würzburgi főapátság alá tartozott. 1316-ban Henneberg-Schleusingeni grófság része. 1572-ben Szász-Coburg Hercegség része.
1680 és 1826 között a Szász–Hildburghauseni Hercegség fővárosa volt.
1868 óta járási központ.
1918 novemberében népi állam/szabad állami státusza volt. 1920-ban Türingia része lett. A hildburghauseni hercegi kastély 1945-ben amerikai tüzérségi tűzben elpusztult.

## Kultúra
Az 1755-ben épült színháza ma már egy modern multifunkcionális színjátszóhely. 1805-ben a városban alakult meg az első német gyermekszínház és 1765-ben itt nyilt meg az első színiiskola is.

## Nevezetességei
- Óvárosa barokk stílusban épült, reneszánsz városházával.
- Három temploma közül a katolikus templom a város legrégebbi temploma; 1721-ben épült.

## Híres emberek
- A városban élt Joseph Meyer, a Meyer-lexikon kiadója.
- Itt született Terézia Sarolta szász–hildburghauseni hercegnő (1792–1854), 1825-től Bajorország királynéja.

## Lakosság
| Év   | Lakosság (fő) |
| ---- | ------------- |
| 1833 | 4.269         |
| 1885 | 5.476         |
| 1950 | 7.568         |
| 1960 | 8.683         |
| 1981 | 12.045        |
| 1984 | 11.258        |
| 1992 | 11.082        |
| 1993 | 10.951        |
| 1994 | 12.650        |
| 1995 | 12.555        |
| 1996 | 12.528        |
| 1997 | 12.436        |

| Év   | Lakosság (fő) |
| ---- | ------------- |
| 1998 | 12.336        |
| 1999 | 12.433        |
| 2000 | 12.466        |
| 2001 | 12.457        |
| 2002 | 12.428        |
| 2003 | 12.301        |
| 2004 | 12.330        |
| 2005 | 12.296        |

## Testvérvárosai
- Magyarország Kisvárda, (2006. június 29. óta)
- Csehország Pelhřimov,
- Németország Schwabach,
- Németország Würselen,